# Karusell
"Karusell" ("Carrossel")  foi a canção que representou a Noruega no Festival Eurovisão da Canção 1965 que teve lugar em Nápoles, em 20 de março desse ano. 
A referida canção foi interpretada em norueguês por Kirsti Sparboe.Foi a sétima canção a ser interpretada na noite do festival, a seguir à canção austríaca "Sag ihr, ich laß sie grüßen, interpretada por Udo Jürgens e antes da canção Bélgica "Als het weer lente is", cantada por Lize Marke. A canção norueguesa terminou em 13.º lugar (empatada com a canção portuguesa, recebendo apenas um ponto atribuído pelo júri austríaco. No ano seguinte, em 1966 fez-se representar com a canção "Intet er nytt under solen", interpretada por Åse Kleveland.

## Autores
| Autores                           |
| --------------------------------- |
| Letrista: Jolly Kramer-Johansen   |
| Compositor: Jolly Kramer-Johansen |
| Orquestrador: Øivind Bergh        |

## Letra
A canção é um número de uptempo, com Sparboe dizendo à sua mãe que se irá encontrar com dois amigos (Arne e Kjell) para uma corrida num carrossel. Ele quer decidir com qual ela irá primeiro, se  com  Arne descrito como o "maior" e também o mais capaz de bater Kjell.
Sparboe mais à frente diz à mãe que está apaixonada por  Kjell e que ele a levará até casa. Ela fica com pena de Arnem, mas "Eu não quero que ele me aborreça"